# Morups kyrka
Morups kyrka är en kyrkobyggnad som tillhör Morups församling i Göteborgs stift. Den ligger i kyrkbyn Morup i Falkenbergs kommun.

## Kyrkobyggnad
Kyrkan äldsta delar har daterats till 1200- eller 1300-talet och uppfördes liksom Ysby kyrka i rött tegel och stod oputsad fram till 1804. Den hade länge smeknamnet Den røde Kirke och utgjorde landmärke för sjöfarande innan Morups fyr hade uppförts. Man menar att teglet kan ha kommit från det närbelägna cistercienserklostret Munkagård.
I byggnadens västra del ingår betydande mursträckningar som härstammar från den medeltida tegelkyrkan. Denna hade ursprungligen en romansk planform med smalare kor. I söder fanns ett vapenhus av okänd ålder. I det medeltida murverket finns inga spår av ett tegelvalv. Ursprungligen hade kyrkorummet ett platt trätak, vilket senare ersattes av ett trätunnvalv. Skriftliga dokument saknas om vad som hände kyrkan på 1600-talet. Den 27 augusti 1613 besöktes församlingen av biskopen i Lund och en omdaning kan ha skett då. Nuvarande dopfunt är från den tiden och då tillkom möjligen även den tidigare altaruppsatsen och predikstolen. Under andra hälften av 1600-talet ersattes många  klockstaplar med kyrktorn och det tidigare rödmålade tornet av trä kan ha uppförts då. 
Under 1700-talet genomfördes olika underhållsarbeten. Två nya fönster togs upp 1752 och ytterligare ett nytt fönster 1770 på norra långhusväggen. Åren 1804-1806 genomfördes en ombyggnad varvid koret och vapenhuset i söder revs och kyrkan förlängdes österut. Fönstren i den medeltida delen förstorades och yttertakets beläggning byttes ut från bly till skiffer. Trätornet ersattes 1810-1813 med ett kyrktorn i sten och ett tornur tillkom 1817. Redan 1849 konstaterade man att tornet hade sprickor och 1854-1857 försågs dess västra vägg med strävpelare och en sakristia i norr byggdes till.
Dagens byggnad består av ett rektangulärt långhus med en tresidig koravslutning i öster. I väster står tornet och på korets norra sida finns en vidbyggd sakristia. Murarna är nu utvändigt vitputsade. Långhusets sydportal framhävs med en fronton. Långhuset täcks av ett sadeltak som är valmat över östpartiet. Det kraftiga kyrktornet i väster har en karnissvängd huv, som kröns av en lanternin. Huvudingången var fram till början av 1900-talet belägen på tornets södra sida, men vid ombyggnaden 1909-1910 murades den igen och ersattes med ett fönster. Istället byggdes en två meter bred portal på tornets västsida och därmed vändes ingången mot landsvägen. Samtidigt tog man upp en ny ingång på långhusets södra sida. Kyrkorummet är vitputsat och har ett tunnvalv i trä med en markerad taklist. Större renoveringar utfördes även 1932 och 1972.

## Inventarier
- Från 1200-talets dopfunt har endast den gotländska foten av kalksten bevarats. På den står nuvarande skaft och cuppa i granit, som enligt inskrift ska ha utförts 1613.[2] I cuppan ligger ett handhamrat dopfat av koppar som saknar ornamet. Inga uppgifter finns om dopfatets tillkomst.
- Predikstolen i nyklassisk stil är från 1856, utförd av Carl Nilsson i Ullared efter en ritning av Johan Fredrik Åbom. Korgens utsida är prydd med balusterdockor och dess nederdel är prydd med utskurna blomstergirlander. Underdelen av korgen har formen av en pinjekotte. Ovanför korgen hänger ett ljudtak tillverkat av Carl Nilsson.
- Altaruppsatsen är från 1863 och även den utförd av Carl Nilsson. Mellan altaruppsatsens kolonner finns en osignerad altartavla som är skänkt av prosten J. F. Edgren. Tavlan är en kopia av den italienske konstnären Rafaels altarmålning Kristi förklaring (1517-1520).
- Duva av trä under predikstolens ljudtak, tillverkad av Erik Nilsson, Harplinge.
- På läktarbröstningen finns apostlabilder utförda 1938 av konstnären Axel Andersson i Morup.
- Votivskepp från 1800-talet.
- Altarkrucifix från 1972 utfört av konstnären Walter Bengtsson, Halmstad.
- På södra väggen hänger ett 125 centimeter högt triumfkrucifix från 1500-talet. Kristusfiguren är fastnaglad med tre spikar på ett enkelt träkors som saknar ornament. Huvudet är böjt och bär törnekrona.
- Två nummertavlor är från 1910.
- I mitten av kyrkorummet hänger en ljuskrona i barockstil med 16 ljusarmar i två kretsar. Ljuskronan som göts av Lars Knutsson hängdes upp i kyrkan söndagen den 15/10 1820. Närmast utgången finns en ljuskrona med tolv ljusarmar i två kretsar som är skänkt till kyrkan 1825. Längst fram i mittgången hänger kyrkans största ljuskrona med 32 ljusarmar i två kretsar som är inköpt 1910.
- Församlingen äger sex mässhakar. Äldsta mässhaken är av svart sammet och skänkt till kyrkan 1850. En mässhake av röd sammet skänktes till kyrkan 1925.
- En brudkrona av förgyllt silver är skänkt till kyrkan 1950.

## Klockor
- I tornet hänger två kyrkklockor. Storklockan är gjuten i Vinberg, hösten 1772, utnyttjande en uppfört gjuthus på platsen, av Wetterholtz kommen från Göteborg. Den fick en vikt av 714 kg (5 sklp uppstadsvikt).[3] Klockan blev omgjuten år 1814.
- Lillklockan är gjuten i Göteborg 1723.

### Orgel
Dagens orgel är från 1978 och församlingens tredje. Fasaden är dock bevarad från kyrkans första orgel, som byggdes 1859 av Johan Nikolaus Söderling efter ritningar av Johan Fredrik Åbom. Det mekaniska verket är byggt av 1978 av Tostareds Kyrkorgelfabrik, men innehåller även äldre material. Instrumentet har nitton stämmor fördelade på två manualer och pedal.

## Bilder

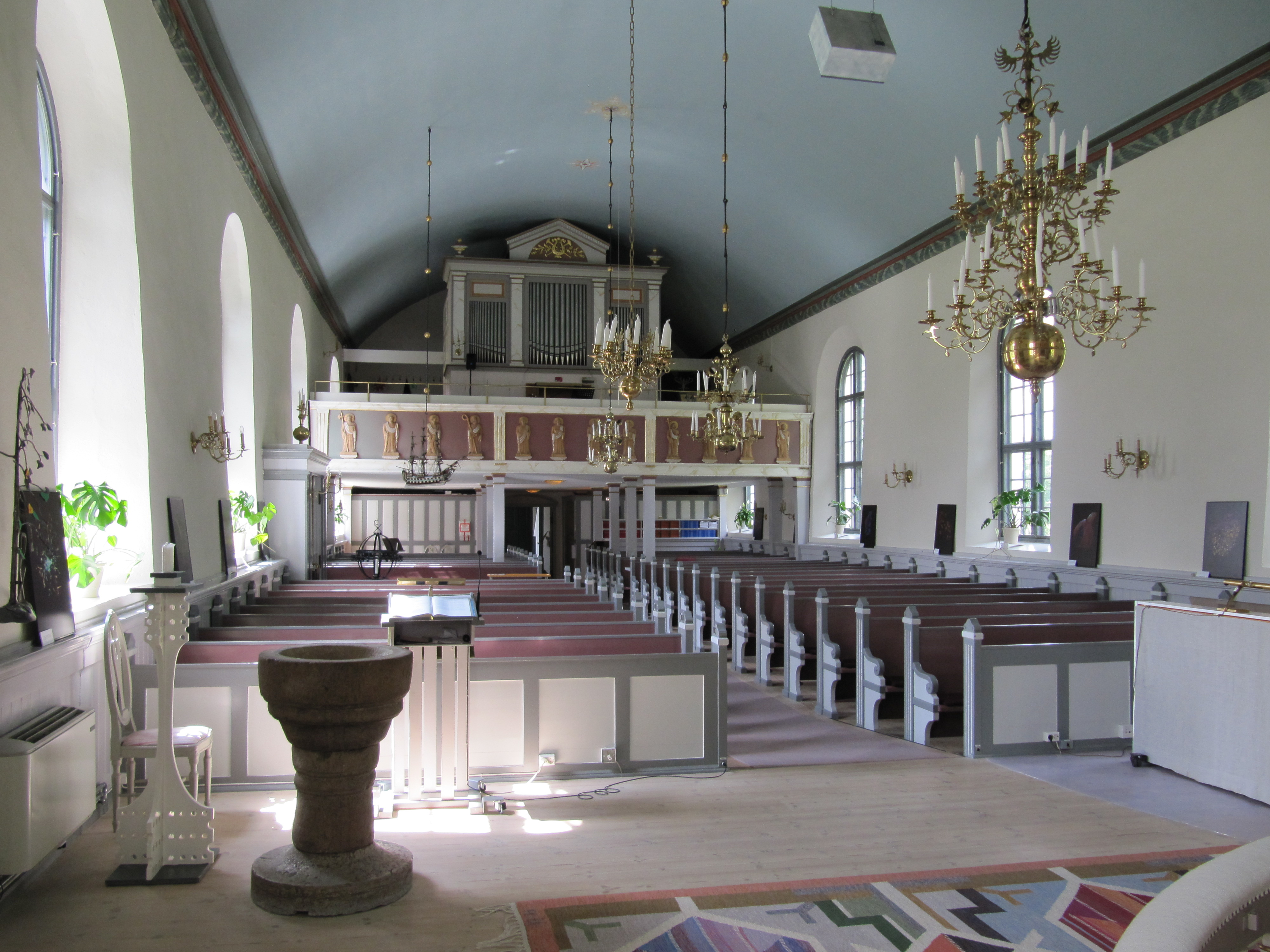
Interiör mot orgelläktaren
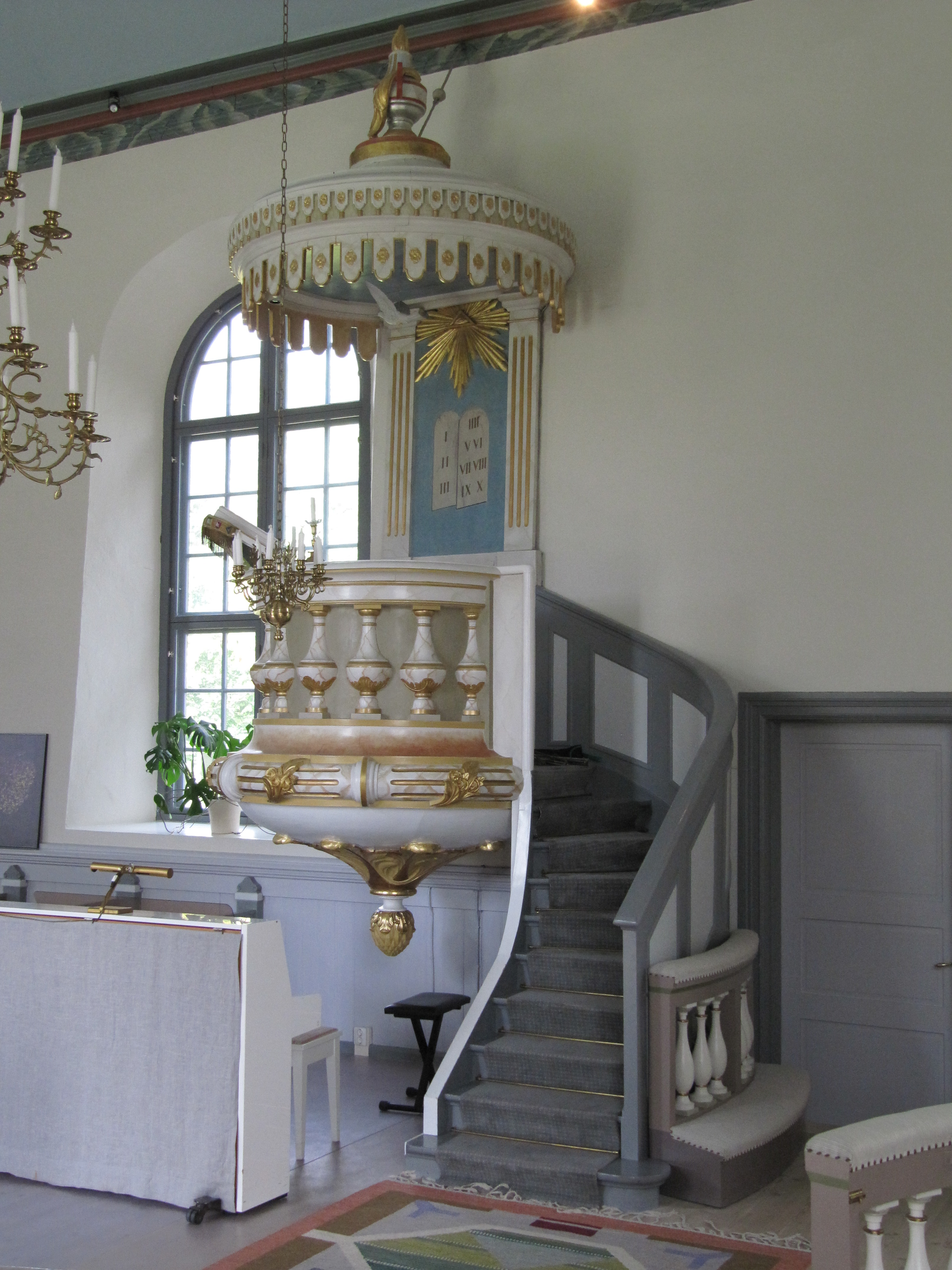
Predikstol
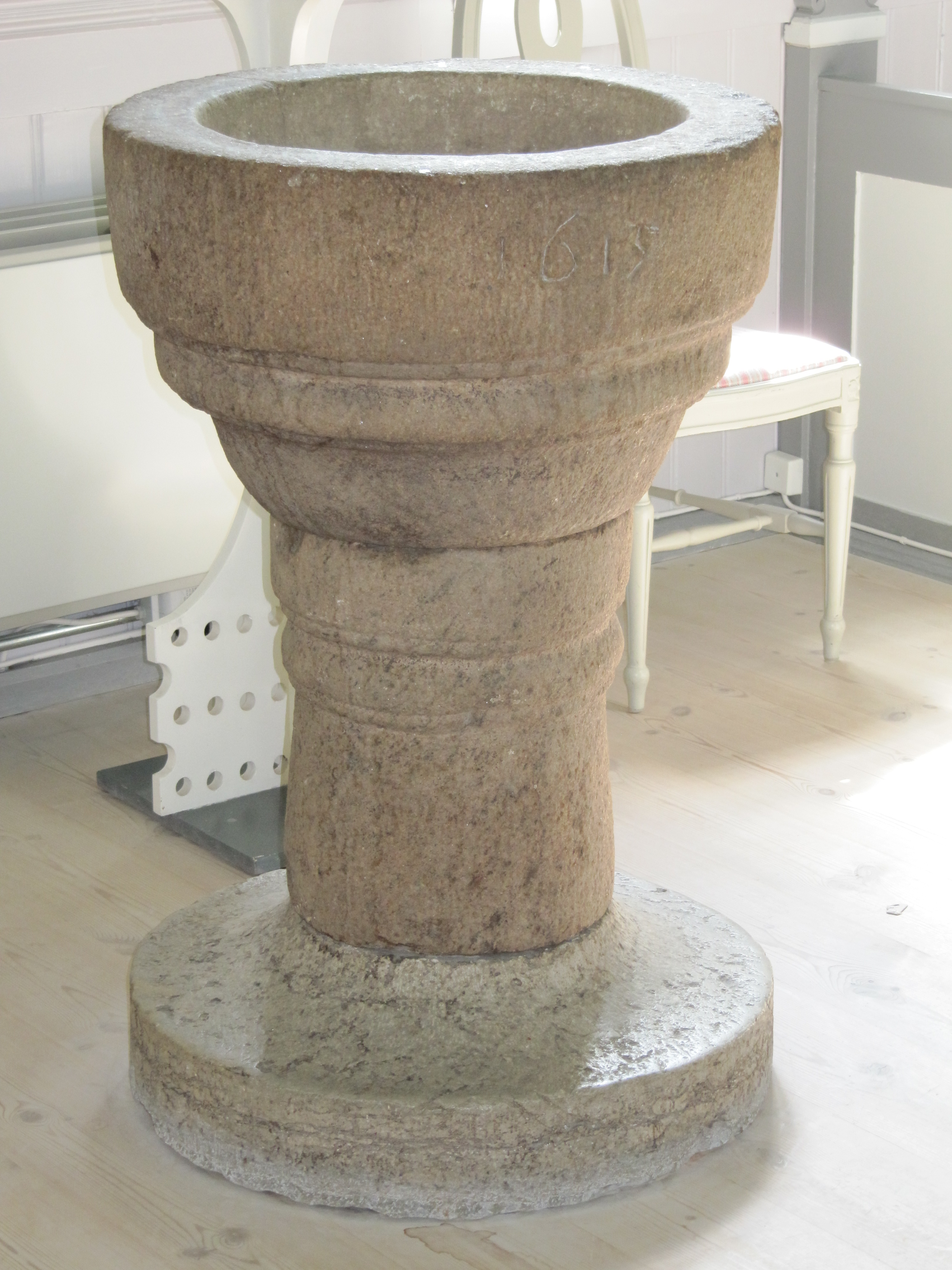
Dopfunt
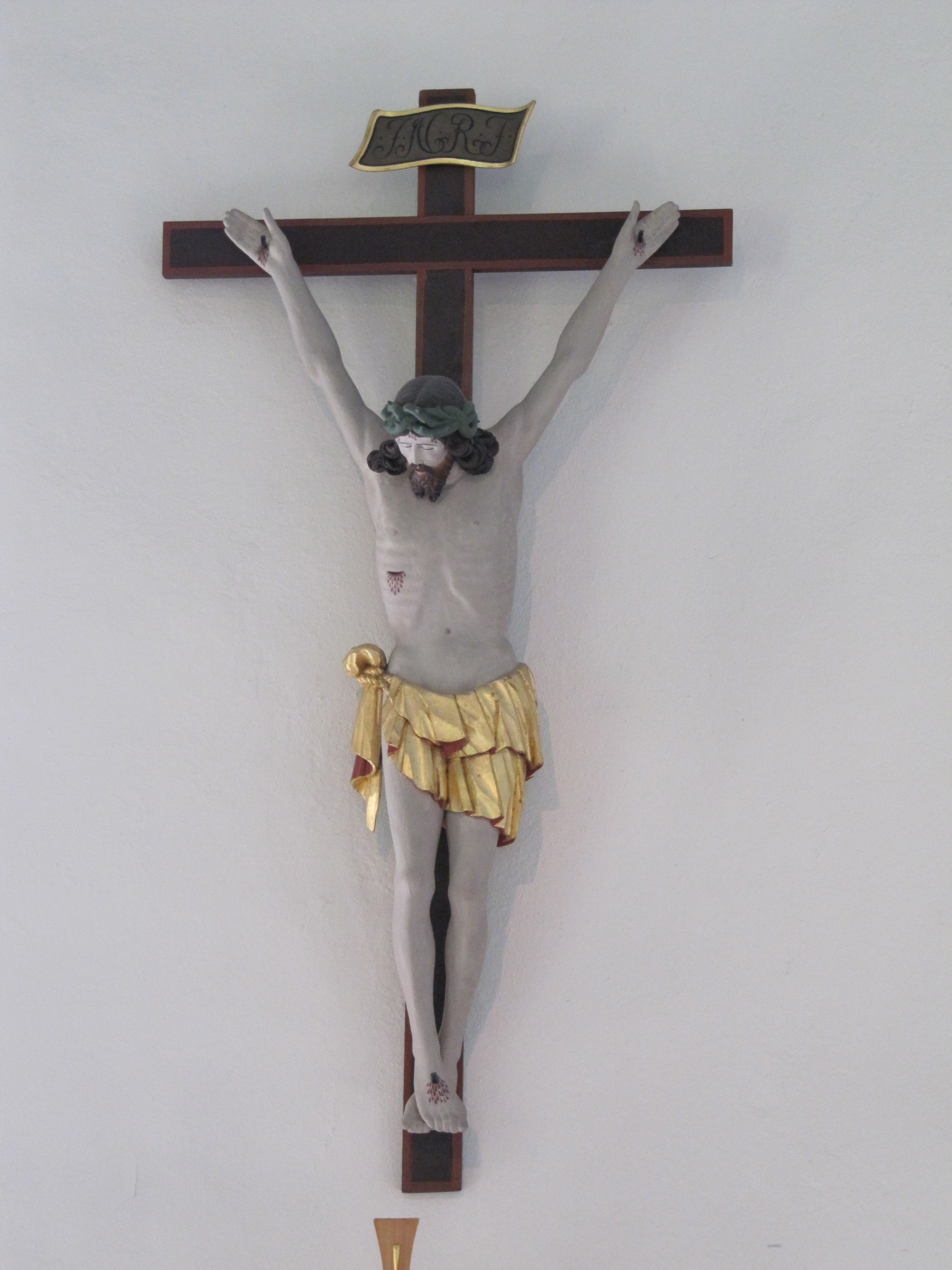
Triumfkrucifix från 1500-talet